# Polen in Roemenië
Met Polen in Roemenië (Roemeens: Polonezii din România; Pools: Polonia w Rumunii) worden in Roemenië wonende etnische Polen, of Roemenen van Poolse afkomst aangeduid. Volgens de Roemeense volkstelling van 2011 leefden er 2.543 etnische Polen in Roemenië, voornamelijk op het platteland van het district Suceava (Pools: Suczawa).

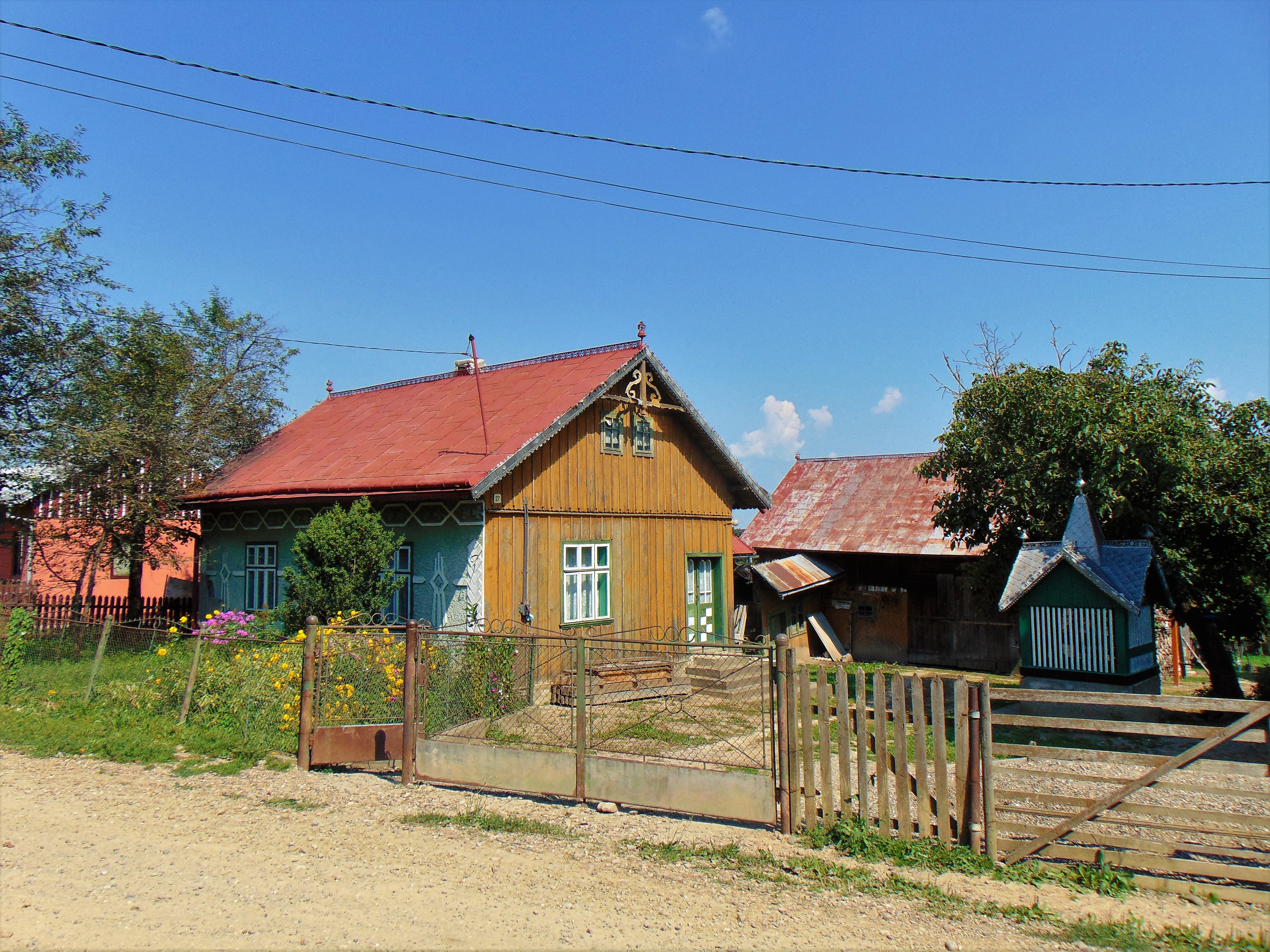
Het dorp Plesza (Pleşa)

## Aantal

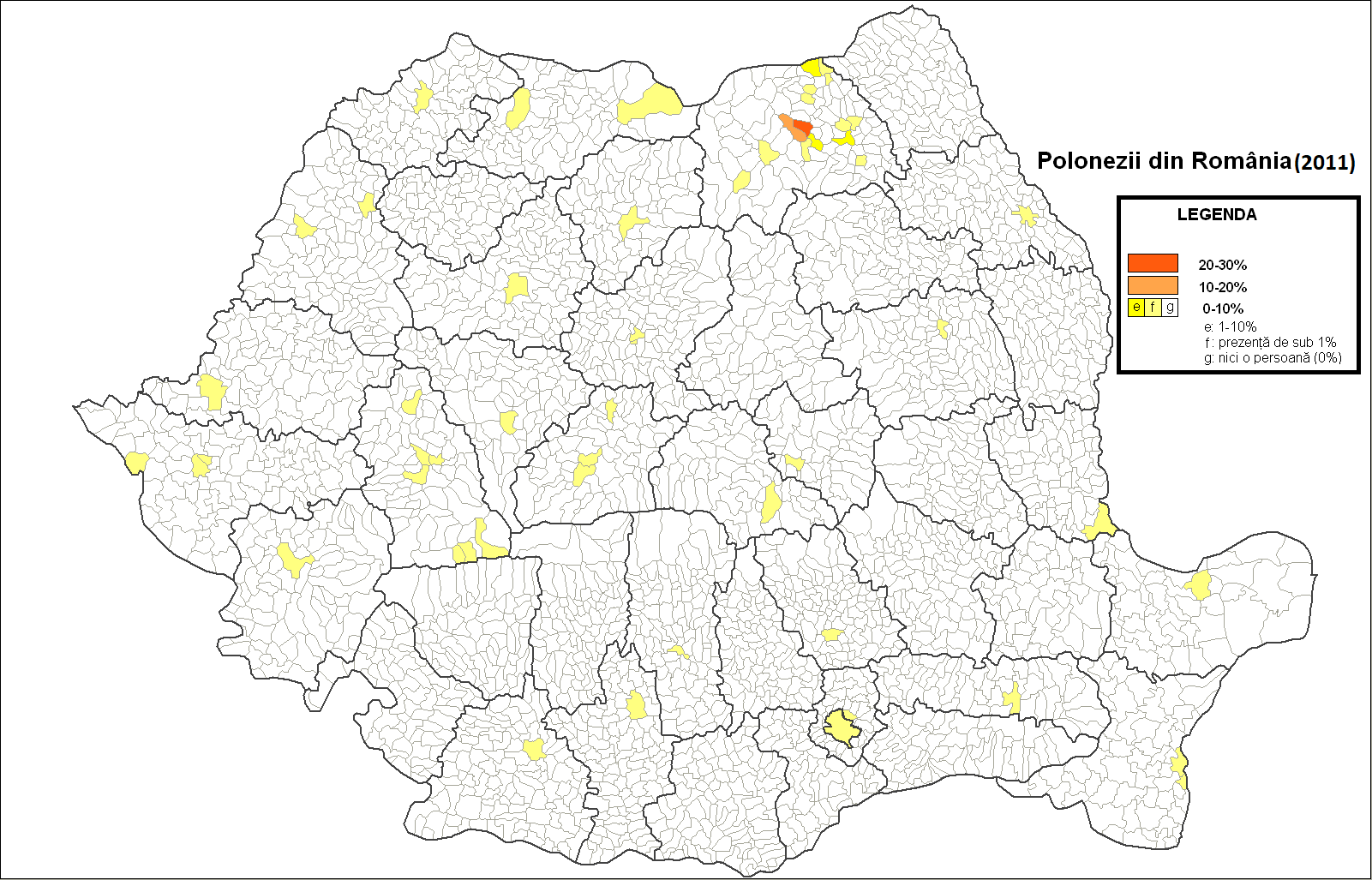
Verspreiding van de Polen in Roemenië (2011)

In 1939 woonden er ongeveer 80.000 Polen in Roemenië. Kort na de Tweede Wereldoorlog, in 1949, waren er slechts 11.000 etnische Polen overgebleven. De afname werd vooral veroorzaakt door deportaties en grensveranderingen (Roemenië verloor Bessarabië en Noord-Boekovina). In 1956 leefden er 7.627 Polen, in 1966 waren dat er 5.860 en in 1977 leefden er 4.641 Polen. Door culturele assimilatie is het aantal Polen de afgelopen decennia continu afgenomen. In de 21e eeuw vormen de Polen een kleine minderheid van 2.543 personen, oftewel 0,01% van de Roemeense bevolking.

### Verspreiding

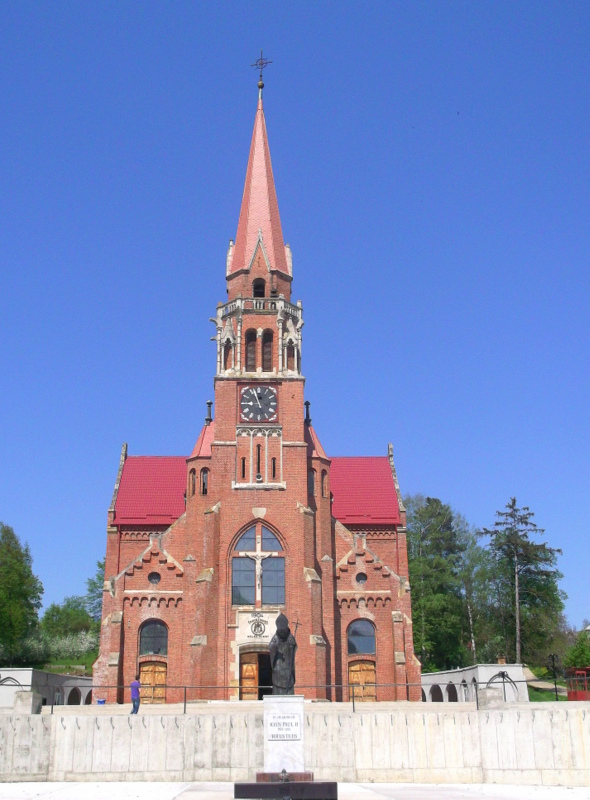
De Rooms-Katholieke Kerk van Cacica

Gemeenten waar Polen meer dan 1% van de bevolking vormen:
- Suceava
  - Cacica — 20,04%
  - Mănăstirea Humorului — 19,3%
  - Mușenița — 4,06%
  - Moara — 3,23%
  - Păltinoasa — 1,14%

Er zijn drie dorpen waar nagenoeg uitsluitend etnische Polen leven: Nowy Sołoniec (Solonețu Nou), Plesza (Pleșa) en Pojana Mikuli (Poiana Micului), evenals twee dorpen met een aanzienlijke Poolse minderheid, Kaczyca (Cacica) en Paltynosa (Păltinoasa).

## Religie
De grootste religie onder de Polen in Roemenië is het katholicisme. In 2011 werden er 2.315 katholieken onder de 2.540 Polen geregistreerd, oftewel 91% van de Poolse gemeenschap. Ongeveer 5% van de Polen was lid van de Roemeens-Orthodoxe Kerk.

## Politiek
De Polen in Roemenië vormen een officieel erkende nationale minderheid. De Poolse gemeenschap heeft één zetel in de Kamer van Afgevaardigden van Roemenië en toegang tot Poolse basisscholen en culturele centra.

## Bekende personen
- Octavian Smigelschi, schilder